# Базарга
Базарга (каз. Базарға, до 199? г. — Базарка) — село в Аксуатском районе Абайской области Казахстана. Входит в состав Кокжиринского сельского округа. Код КАТО — 635845200.

## Население
В 1999 году население села составляло 117 человек (65 мужчин и 52 женщины). По данным переписи 2009 года, в селе проживало 70 человек (34 мужчины и 36 женщин).